# Energia azul
Energia azul, também conhecida como energia osmótica é a energia obtida explorando a diferença de concentração de sal entre a água do mar e a água doce dos rios, utilizando processos de eletrodiálise reversa (EDR) ou osmose, com membranas específicas para cada tipo de íons. Essas membranas permitem que íons (partículas carregadas) passem de um lado para o outro, gerando um potencial elétrico que produz energia. Como subproduto desse processo, é gerada água salobra, o que reflete o aproveitamento de forças naturais, como o fluxo de água doce em direção a mares com água salgada.
Considerada uma fonte de energia do futuro, a energia azul surge como alternativa para quando as fontes não-renováveis se esgotarem.
Outra abordagem para a energia azul é a osmose retardada por pressão (ORP), também baseada em membranas seletivas. Em 1954, o pesquisador Pattle identificou o potencial energético da mistura entre águas salinas e doces, mas foi apenas nos anos 1970 que Loeb propôs um método prático para aproveitá-la. Em 1973, Loeb, da Universidade Ben-Gurion do Negev, em Israel, desenvolveu a técnica de ORP inspirado pela observação da confluência entre o Rio Jordão e o Mar Morto. Em 1977, ele inovou ainda mais, criando um método de geração de energia usando um motor térmico de EDR.
Essas tecnologias já foram validadas em condições de laboratório e seguem em desenvolvimento comercial na Holanda (EDR) e na Noruega (ORP). O maior obstáculo costumava ser o custo, porém, uma nova membrana de menor custo, baseada num plástico de polietileno eletricamente modificado, tornou-as adequadas para potencial uso comercial. Outros métodos também estão sendo explorados, como o uso de capacitores elétricos de dupla camada e sistemas que aproveitam a diferença de pressão de vapor.

## Noções básicas de potência de gradiente de salinidade

Osmose retardada por pressão

A energia de gradiente de salinidade é uma fonte específica de energia renovável que gera eletricidade de forma sustentável, aproveitando processos naturais e sem liberar emissões de dióxido de carbono (CO₂). Em métodos que utilizam pressão de vapor, pode ocorrer a liberação de ar dissolvido com CO₂ em baixas pressões, embora esses gases possam ser redissolvidos, mas com alguma perda de energia. Como destacado por Jones e Finley no artigo “Desenvolvimento recente em energia de gradiente de salinidade”, essa tecnologia praticamente não exige custos com combustível.
Essa forma de energia baseia-se na "diferença de pressão osmótica entre água doce e água do mar". A energia obtida com o gradiente de salinidade depende da evaporação para separar a água do sal. A pressão osmótica refere-se ao "potencial químico entre soluções de sal concentradas e diluídas", em que soluções mais salinas apresentam maior pressão osmótica.
Entre os métodos de geração de energia com gradiente de salinidade, um dos mais estudados é a osmose retardada por pressão (ORP). Nesse processo, a água do mar é bombeada para uma câmara de pressão, onde a pressão é menor que a diferença entre a água doce e a salgada. A água doce atravessa uma membrana semipermeável, aumentando o volume na câmara e gerando pressão. Com a compensação da pressão, uma turbina é acionada para gerar eletricidade. Conforme Braun explica, duas soluções (A, água salgada, e B, água doce) são separadas por uma membrana que permite apenas a passagem de moléculas de água. A água da solução B atravessa a membrana para diluir a solução A devido à diferença de pressão osmótica, acionando turbinas que alimentam o gerador de energia elétrica. Esse método pode também "bombear" água doce da Holanda para o mar, o que hoje é feito com bombas elétricas.

## Eficiência
Um estudo de 2012 sobre eficiência da Universidade de Yale concluiu que o maior trabalho extraível em ORP de pressão constante com uma solução de captação de água do mar e solução de alimentação de água do rio é de 0,75 kWh/m3 (2,7 kJ/L), enquanto a energia livre de mistura é de 0,81 kWh/m3 (2,7 kJ/L). m3 (2,9 kJ/L) — uma eficiência de extração termodinâmica de 91,0%.

## Métodos
Embora os conceitos e a mecânica da energia de gradiente de salinidade ainda estejam em fase de estudo, a fonte de energia já foi implementada em diferentes locais, principalmente em caráter experimental, mas até agora têm sido predominantemente bem-sucedidas. As diversas empresas que têm explorado essa tecnologia, têm aplicando métodos distintos que aproveitam o gradiente de salinidade de maneiras variadas, pois há vários processos e conceitos que aproveitam esse poder.

### Osmose retardada por pressão

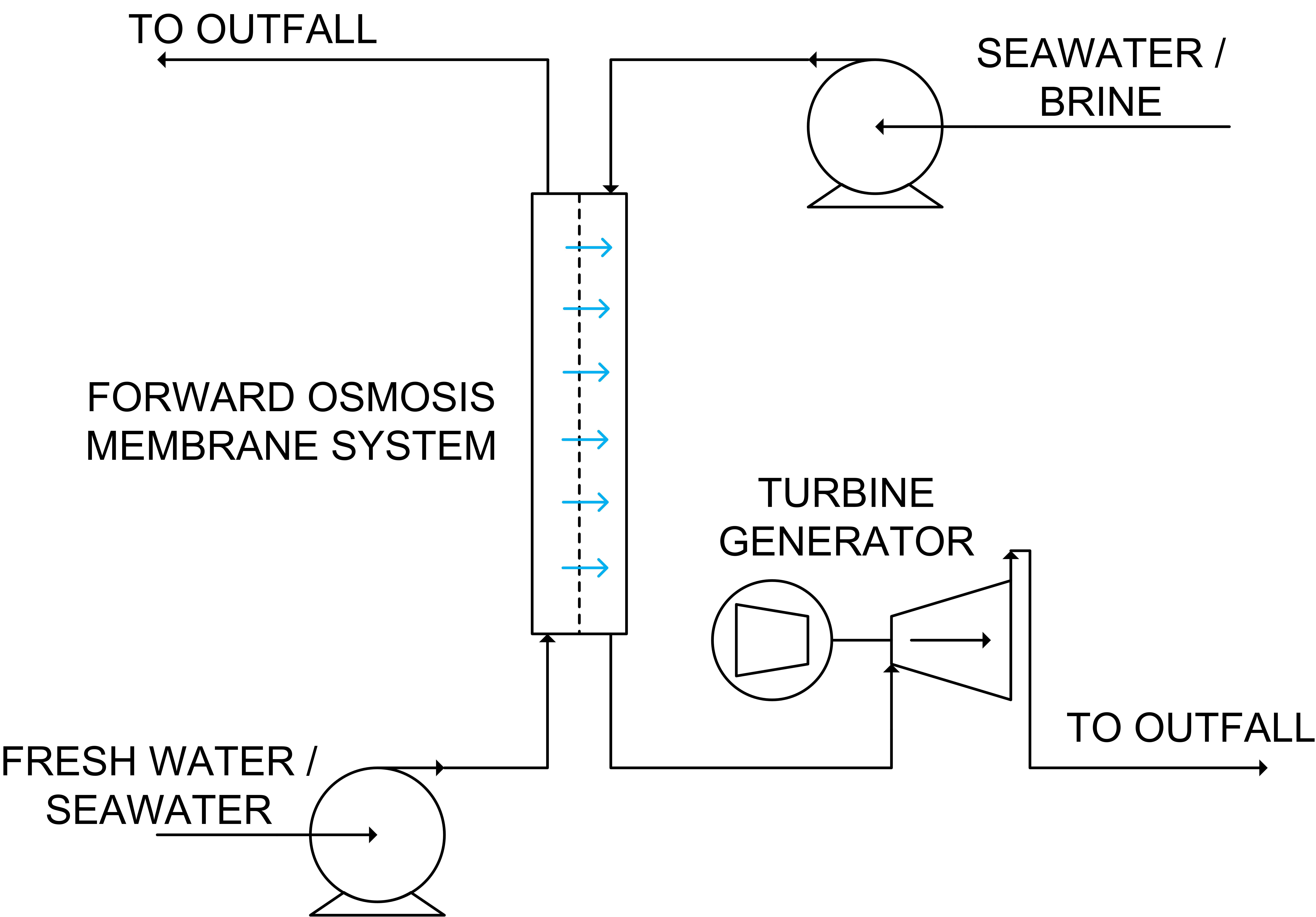
Esquema simples de geração de energia ORP

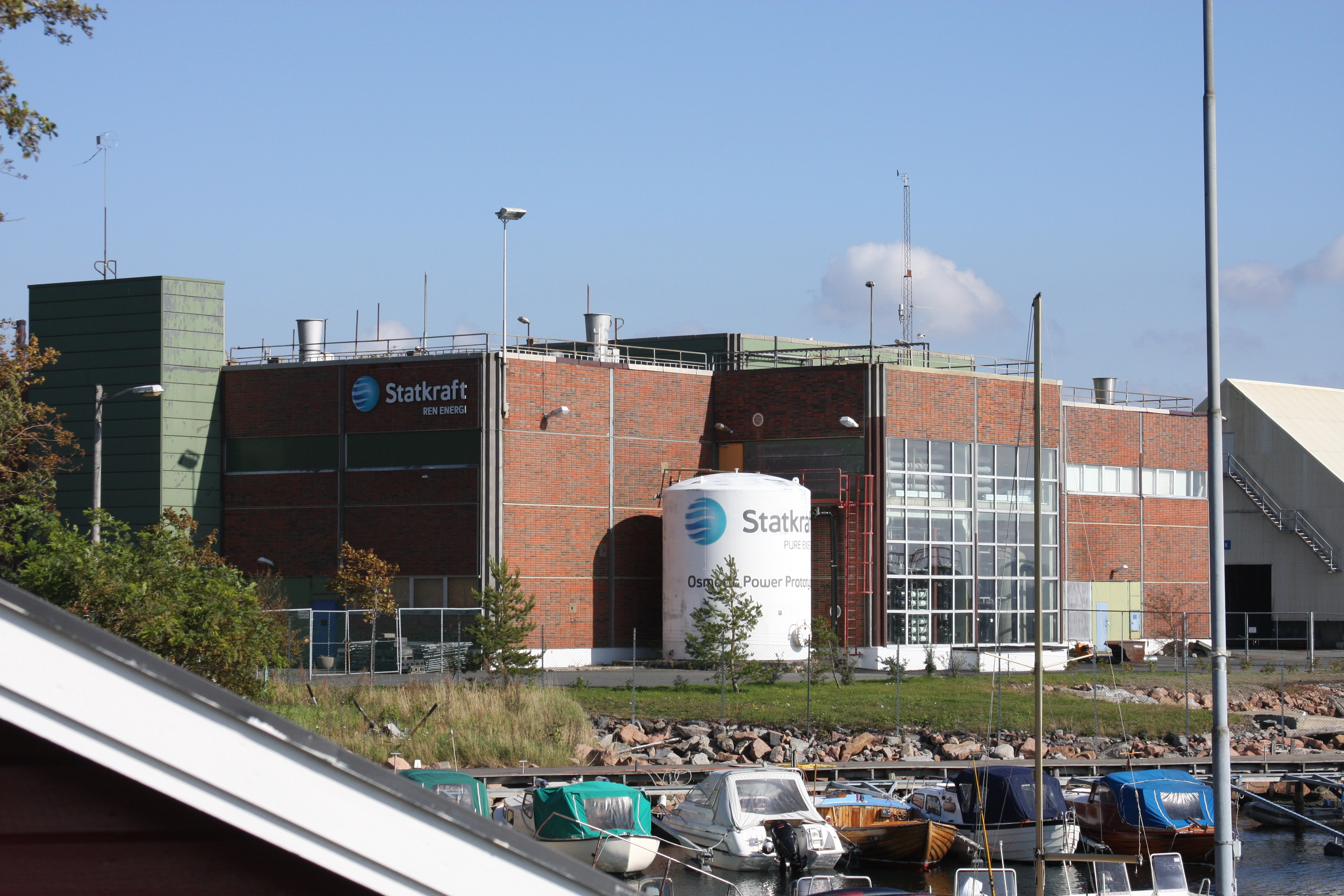
Protótipo de Energia Osmótica em Tofte (Hurum), Noruega

Um dos métodos para gerar essa energia é a osmose retardada por pressão (ORP). Nesse processo, a água do mar é bombeada para uma câmara de pressão, onde a pressão é inferior à diferença entre as pressões da água salgada e doce. A água doce também é direcionada para essa câmara através de uma membrana, o que aumenta o volume e a pressão dentro dela. Quando a pressão se estabiliza, uma turbina é acionada, gerando energia cinética. A empresa norueguesa Statkraft lidera os estudos nessa área e estimou que o processo poderia gerar até 2,85 GW na Noruega. Em 2009, Statkraft construiu o primeiro protótipo de usina de energia osmótica (ORP) no fiorde de Oslo, inaugurado pela Princesa Mette-Marit no dia 24 de novembro do mesmo ano. O plano inicial era que, em cinco anos, a usina produzisse energia suficiente para aquecer e iluminar uma pequena cidade, começando com 4 quilowatts, o suficiente para aquecer uma chaleira elétrica. A meta para 2015 era atingir 25 megawatts, comparável a um pequeno parque eólico. No entanto, em janeiro de 2014, a Statkraft decidiu encerrar o projeto, pois verificou que a tecnologia existente não conseguia gerar energia de forma economicamente viável, devido ao baixo gradiente de sal, o que outros estudos concordaram.
Estudos sugerem que gradientes de sal mais altos, como os encontrados em salmouras geotérmicas e de dessalinização, podem oferecer um potencial maior para geração de energia. Nesse sentido, a empresa dinamarquesa SaltPower está desenvolvendo sua primeira usina comercial, que utiliza salmoura com alta concentração de sal. A osmose retardada por pressão também pode mostrar potencial como modo complementar em sistemas de osmose reversa, em vez de uma tecnologia independente.

### Eletrodiálise reversa

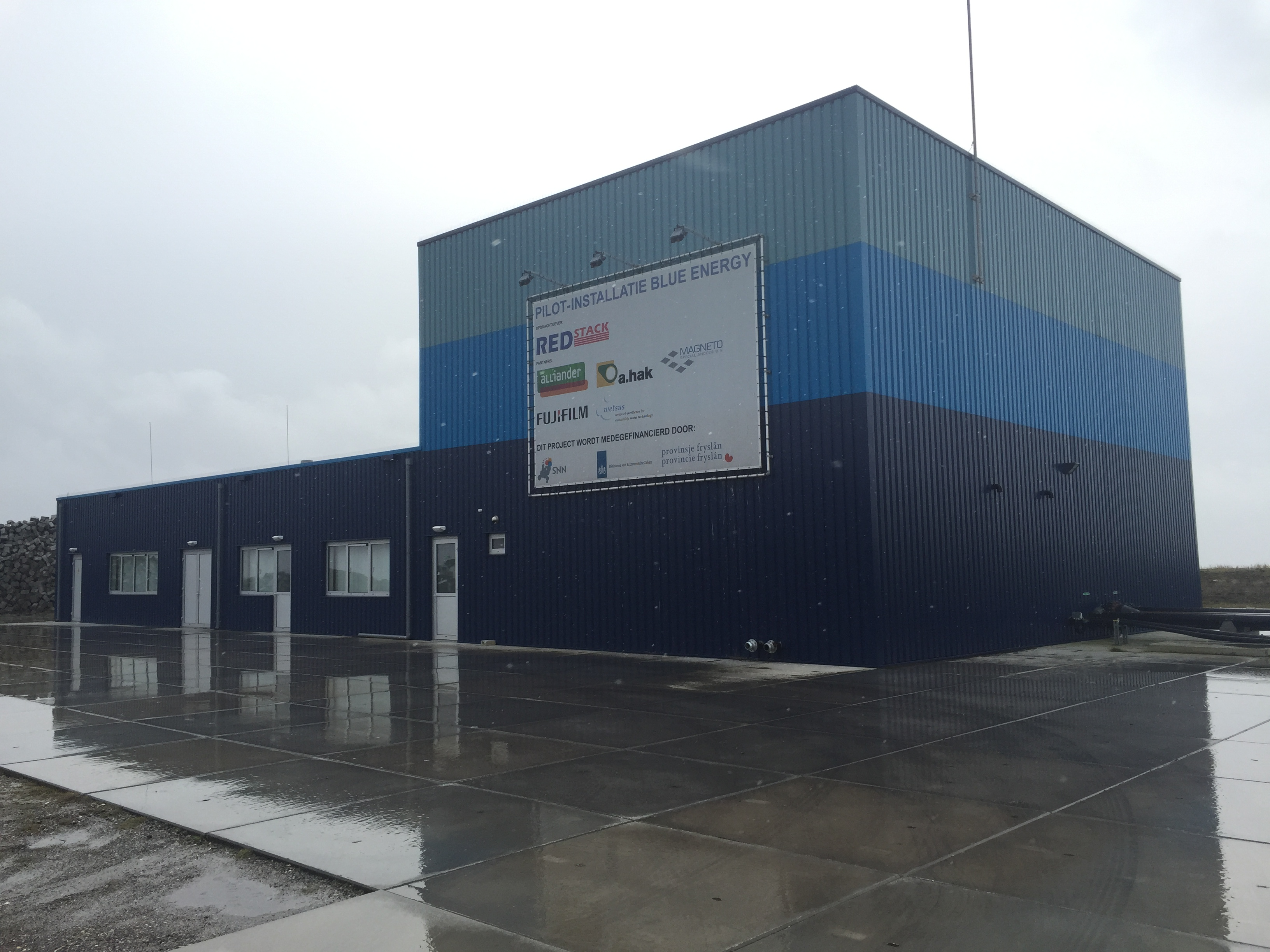
Protótipo EDR do REDstack no Afsluitdijk na Holanda

Um segundo método que está sendo desenvolvido e estudado é a eletrodiálise reversa ou diálise reversa, que é essencialmente a criação de uma bateria de sal. Este método foi descrito por Weinstein e Leitz como “uma matriz de membranas de troca aniônica e catiônica alternadas que podem ser usadas para gerar energia elétrica a partir da energia livre da água do rio e do mar”.
A tecnologia relacionada a esse tipo de energia ainda está em estágio inicial, embora o princípio tenha sido descoberto na década de 1950. Padrões e uma compreensão completa de todas as maneiras pelas quais os gradientes de salinidade podem ser utilizados são metas importantes a serem buscadas para tornar esta fonte de energia limpa mais viável no futuro.

### Método capacitivo
Um terceiro método é o método capacitivo desenvolvido por Doriano Brogioli, que ainda é relativamente recente e só foi testado em escala laboratorial. Esse método permite a extração de energia ao misturar água salgada e água doce, utilizando ciclos de carregamento cíclico de eletrodos em contato com água salgada, seguido de uma descarga em água doce. A etapa de carregamento em contato com água salgada consome menos energia elétrica do que a etapa de descarregamento em água doce, de modo que cada ciclo resulta em um saldo positivo de energia. 
A explicação intuitiva desse processo é que a alta concentração de íons na água salgada neutraliza eficazmente a carga em cada eletrodo, formando uma fina camada de carga oposta, conhecida como dupla camada elétrica, próxima à superfície dos eletrodos. Dessa forma, a voltagem permanece baixa durante a etapa de carga e o carregamento é relativamente fácil. Entre a etapa de carga e descarga, os eletrodos são colocados em contato com água doce, onde há menos íons disponíveis para neutralizar a carga, o que aumenta a voltagem. Assim, a descarga subsequente consegue liberar uma quantidade relativamente maior de energia.
Fisicamente, isso ocorre porque em um capacitor carregado eletricamente, há uma força elétrica mutuamente atrativa entre a carga elétrica no eletrodo e a carga iônica no líquido. Para afastar os íons do eletrodo carregado, a pressão osmótica realiza trabalho, elevando a energia potencial elétrica do capacitor. Em termos eletrônicos, a capacitância do sistema é uma função da densidade de íons; ao criar um gradiente de salinidade e permitir que alguns íons se difundam para fora do capacitor, a capacitância diminui e, consequentemente, a voltagem aumenta, pois a voltagem é igual à razão entre carga e capacitância.=== Diferenças de pressão de vapor: ciclo aberto e ciclo de refrigeração por absorção (ciclo fechado) ===
Ambos os métodos não dependem de membranas, portanto os requisitos de filtragem não são tão importantes quanto nos esquemas ORP e EDR.

#### Ciclo aberto
Semelhante ao ciclo aberto na Conversão de Energia Térmica do Oceano (OTEC), — do inglês Ocean Thermal Energy Concersion — A desvantagem desse ciclo é o problema incômodo de uma turbina de grande diâmetro (75 metros ou mais) operando abaixo da pressão atmosférica para extrair a energia entre a água com menor salinidade e a água com maior salinidade.

#### Ciclo de refrigeração por absorção (ciclo fechado)
Para desumidificar o ar, em um sistema de refrigeração por absorção por pulverização de água, o vapor de água é dissolvido em uma mistura de água salgada deliquescente usando energia osmótica como intermediário. A fonte primária de energia se origina de uma diferença térmica, como parte de um ciclo de motor térmico termodinâmico.

### Lagoa solar
Na Mina de Potássio Eddy, no Novo México, uma tecnologia chamada "lagoa solar de gradiente de salinidade" (SGSP) está sendo utilizada para fornecer a energia necessária à mina. Este método não utiliza energia osmótica, apenas energia solar (veja: lagoa solar). A luz solar que atinge o fundo do lago de água salgada é absorvida como calor. O efeito da convecção natural, em que o "calor sobe", é bloqueado usando diferenças de densidade entre as três camadas que compõem o lago, a fim de reter o calor. A zona de convecção superior é a zona mais alta, seguida pela zona de gradiente estável e, por fim, pela zona térmica inferior. A zona de gradiente estável é a mais importante. A água salgada nesta camada não pode subir para a zona mais alta porque a água salgada acima tem menor salinidade e, portanto, é menos densa e mais flutuante; e não pode descer para o nível mais baixo porque essa água salgada é mais densa. Essa zona intermediária, a zona de gradiente estável, efetivamente se torna um "isolante" para a camada inferior (embora o objetivo principal seja bloquear a convecção natural, já que a água é um isolante ruim). Esta água da camada inferior, a zona de armazenamento, é bombeada para fora e o calor é usado para produzir energia, geralmente por turbina em um ciclo orgânico de Rankine. 
Em teoria, um lago solar poderia ser usado para gerar energia osmótica se a evaporação do calor solar fosse usada para criar um gradiente de salinidade, e a energia potencial nesse gradiente de salinidade fosse aproveitada diretamente usando um dos três primeiros métodos acima, como o método capacitivo.

### Nanotubos de nitreto de boro
Uma equipe de pesquisa construiu um sistema experimental usando nitreto de boro que produziu muito mais potência do que o protótipo Statkraft. Ele usou uma membrana impermeável e eletricamente isolante que foi perfurada por um único nanotubo de nitreto de boro com um diâmetro externo de algumas dezenas de nanômetros. Com essa membrana separando um reservatório de água salgada e um reservatório de água doce, a equipe mediu a corrente elétrica que passa pela membrana usando dois eletrodos imersos no fluido de cada lado do nanotubo.
Os resultados mostraram que o dispositivo foi capaz de gerar uma corrente elétrica da ordem de um nanoampère. Os pesquisadores afirmam que isso é 1.000 vezes o rendimento de outras técnicas conhecidas para coleta de energia osmótica e torna os nanotubos de nitreto de boro uma solução extremamente eficiente para coletar a energia de gradientes de salinidade para energia elétrica utilizável.
A equipe afirmou que um 1 metro quadrado de membrana poderia gerar cerca de 4 kW e ser capaz de gerar até 30 MWh por ano.
Na reunião de outono de 2019 da Materials Research Society, uma equipe da Rutgers University relatou a criação de uma membrana que continha cerca de 10 milhões de BNNTs por centímetro cúbico.

### Utilizando energia residual de baixo teor calórico para regenerar uma solução de bicarbonato de amônio de alta pureza em uma solução com baixa salinidade
Na Universidade Estadual da Pensilvânia, o Dr. Logan tenta usar calor residual com baixa caloria usando o fato de que o bicarbonato de amônio se decompõe em NH3 e CO2 em água morna para formar bicarbonato de amônio novamente em água fria. Assim, em um sistema fechado produtor de energia EDR, os dois gradientes diferentes de salinidade são mantidos.

## Possível impacto ambiental negativo
Os ambientes marinhos e fluviais apresentam diferenças óbvias na qualidade da água, principalmente na salinidade. Cada espécie de planta e animal aquático é adaptada para sobreviver em ambientes marinhos, salobros ou de água doce. Há espécies que toleram ambos, mas essas espécies geralmente se desenvolvem melhor em um ambiente aquático específico. O principal resíduo da tecnologia de gradiente de salinidade é água salobra. A descarga de água salobra nas águas circundantes, se feita em grandes quantidades e com alguma regularidade, causará flutuações de salinidade. Embora alguma variação na salinidade seja comum, principalmente onde a água doce (rios) deságua em um oceano ou mar, essas variações se tornam menos importantes para ambos os corpos d'água com a adição de águas residuais salobras. Mudanças extremas de salinidade em um ambiente aquático podem resultar em baixas densidades de animais e plantas devido à intolerância a quedas ou picos repentinos de salinidade.  De acordo com as opiniões ambientalistas predominantes, a possibilidade desses efeitos negativos deve ser considerada pelos operadores de futuros grandes estabelecimentos de energia azul.
O impacto da água salobra nos ecossistemas pode ser minimizado bombeando-a para o mar e liberando-a na camada intermediária, longe dos ecossistemas da superfície e do fundo.
O impacto e o arrastamento nas estruturas de captação são uma preocupação devido aos grandes volumes de água do rio e do mar utilizados nos esquemas ORP e EDR. As licenças de construção de captação devem atender a regulamentações ambientais rigorosas, e as usinas de dessalinização e usinas de energia que utilizam água de superfície às vezes estão envolvidas com várias agências locais, estaduais e federais para obter permissão, o que pode levar até 18 meses.
O banco de dados Tethys fornece acesso à literatura científica e informações gerais sobre os potenciais efeitos ambientais do poder do gradiente de salinidade.

## Vantagens

### Limpa
Não produz gases de efeito estufa ou outros poluentes. Também pode ser considerada uma energia sustentável.

### Renovável
A água do mar e a água doce são recursos abundantes e constantemente renovados.

### Previsível
A geração de energia é constante, pois não depende de fatores climáticos como sol ou vento. 